# ベンタブラック

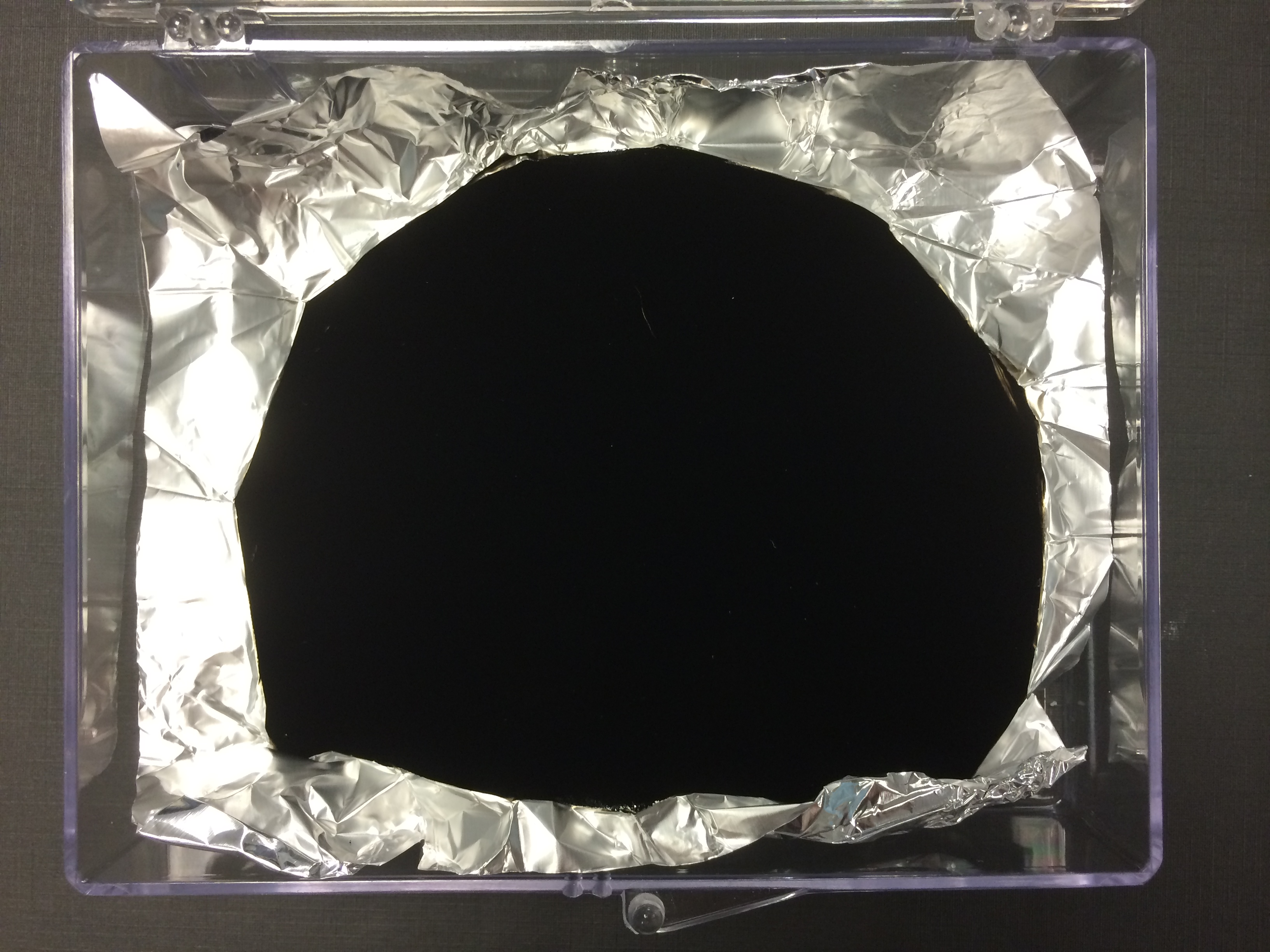
アルミ箔にコーティングされたベンタブラック

ベンタブラック（Vantablack）は、カーボンナノチューブから構成される、可視光の最大99.965%を吸収する物質。光が当たると、それを跳ね返すのではなく「チューブの森」に捉え、チューブ内を何度も屈折させ最終的には吸収されて熱として放散される。
2019年にマサチューセッツ工科大学（MIT）が吸収率99.995%の物質を発表するまで既知の「最も黒い物質」であった。

## 語源
Vertically Aligned NanoTube Arrays（垂直に並べられたナノチューブの配列）の頭文字をとっている。

## 発展
初期の発展は、イギリス国立物理学研究所によって進められたが、VANTAという言葉は、この頃は生まれていなかった。2014年に同国のサリー・ナノシステムズ（Surrey NanoSystems）でベンタブラックとして開発された。

## 応用
この物質には、望遠鏡の迷光防止や赤外線カメラの性能向上等、様々な応用がある。
Surrey NanoSystemsの最高技術責任者（CTO）ベン・ジェンセンは、次のように説明する。
例えば、この物質は、望遠鏡の感度を向上させることで、遠い微かな星の光も捉えられるようにする。また、非常に低い反射率のため、地上や宇宙空間、大気中の機器の感度を向上させる。
また、ベンタブラックは、集光型太陽熱発電の素材として用いることで、熱の吸収を高めることができる。また軍事では、熱カモフラージュ等の応用がある。ベンタブラックの放射率と拡張性が、幅広い応用を可能にしている。
芸術家のアニッシュ・カプーアは、ベンタブラックを使った作品を2022年から発表しているが、美術分野での独占契約を結んでいること対しては他の芸術家から批判もある。
近年では、H.モーザーなどの時計メーカーが、時計の文字盤にベンタブラックを用いている。
2019年8月30日、BMWはベンタブラックの（若干反射率を高めた）派生素材で塗装したBMW・X6の特別モデルを製作したことを発表。フランクフルト・モーターショーで公開する予定。

## 既存の物質からの改善

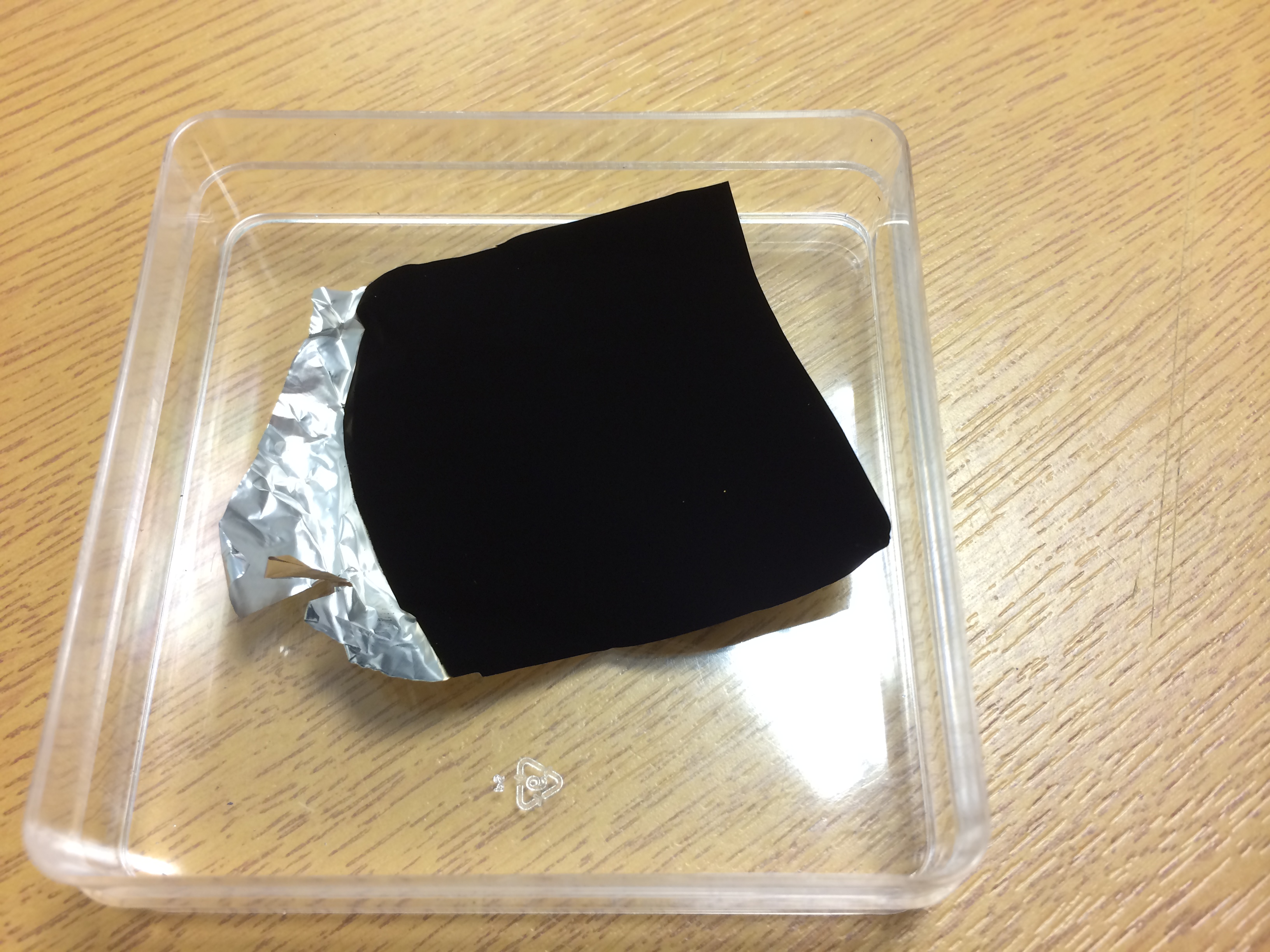

ベンタブラックは、これまで開発された物質の改善となっている。木炭は、入射光の4%を反射する。既知の2番目に放射を吸収する物質は、0.04%を除いた全ての光を吸収するが、ベンタブラックは0.035%を除いた全ての光を吸収する。また、この新しい物質は、400℃で形成される。アメリカ航空宇宙局（NASA）は似たような物質を開発しているが、その成長温度は750℃である。従って、ベンタブラックは、高温に耐えられない物質の上にも成長させることができる。
ベンタブラックのガス放出や粒子降下は少ない。かつての似たような物質は、これが多いために商用化が妨げられてきた。また、ベンタブラックは、振動耐性や耐熱性も優れている。